# Bracon sabulosus
Bracon sabulosus är en stekelart som beskrevs av Szepligeti 1896. Bracon sabulosus ingår i släktet Bracon och familjen bracksteklar. Inga underarter finns listade.